# Додекаэдр Билинского
Додекаэдр Билинского — многогранник (зоноэдр), составленный из 12 одинаковых золотых ромбов.
Топологически изоморфен ромбододекаэдру, но, в отличие от него, не является изоэдральным (хотя всего его грани также конгруэнтны) и имеет другую группу симметрии.
Грани додекаэдра Билинского — ромбы с отношением диагоналей, равным золотому сечению {\displaystyle \Phi ={\frac {1+{\sqrt {5}}}{2}}\approx 1{,}618;} они несколько более вытянуты, чем грани ромбододекаэдра, представляющие собой ромбы с отношением диагоналей {\displaystyle {\sqrt {2}}\approx 1{,}414.}

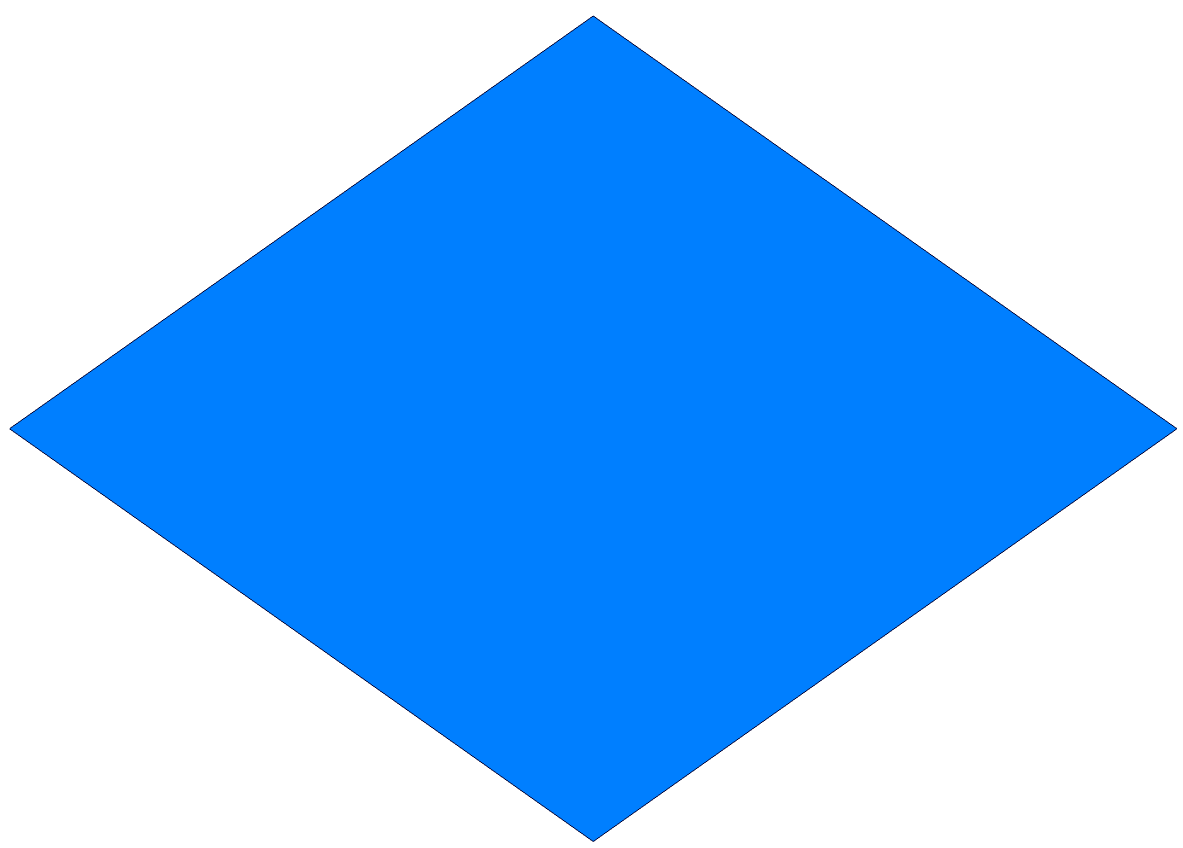
Грань ромбододекаэдра
Грань додекаэдра Билинского

Имеет 14 вершин. В 2 вершинах сходятся четыре грани своими острыми углами; в 4 вершинах сходятся три грани тупыми углами; в 4 вершинах сходятся одна грань острым углом и две тупыми; в 4 вершинах сходятся три грани острыми углами и одна тупым.
У додекаэдра Билинского 24 ребра равной длины. При 12 рёбрах (примыкающих к вершинам, отмеченным на рисунке красным) двугранные углы равны {\displaystyle 144^{\circ };} при 8 рёбрах (между зелёной и синей вершинами) — {\displaystyle 108^{\circ };} при 4 рёбрах (между чёрной и зелёной вершинами) — {\displaystyle 72^{\circ }.}

## В координатах

Проекции на координатные плоскости

Додекаэдр Билинского можно расположить в декартовой системе координат так, чтобы его вершины имели координаты
- {\displaystyle \left(0;\;0;\;\pm \Phi ^{2}\right),}
- {\displaystyle \left(0;\;\pm 1;\;\pm 1\right),}
- {\displaystyle \left(\pm \Phi ;\;0;\;\pm \Phi \right),}
- {\displaystyle \left(\pm \Phi ;\;\pm 1;\;0\right).}

При этом центр симметрии многогранника будет совпадать с началом координат, три оси симметрии — с осями Ox, Oy и Oz, а три плоскости симметрии — с плоскостями xOy, xOz и yOz.

## Метрические характеристики
Если додекаэдр Билинского имеет ребро длины {\displaystyle a}, его площадь поверхности и объём выражаются как
{\displaystyle S={\frac {24}{\sqrt {5}}}\;a^{2}\approx 10{,}7331263a^{2},}
{\displaystyle V={\frac {4}{5}}{\sqrt {5+2{\sqrt {5}}}}\;a^{3}\approx 2{,}4621468a^{3}.}

## История
Впервые данный многогранник встречается под названием «додекаромб» в 1752 году на иллюстрации в книге английского математика Джона Лоджа Коули.
Заново найден в 1960 году хорватским математиком Станко Билинским, который назвал его «ромбическим додекаэдром второго рода». Открытие Билинского заполнило остававшийся незамеченным 75 лет пробел в классификации выпуклых многогранников с конгруэнтными ромбическими гранями, описанной Евграфом Фёдоровым.
Гарольд Коксетер в статье 1962 года ошибочно утверждал, что додекаэдр Билинского может быть получен аффинным преобразованием ромбододекаэдра. Это утверждение ложно.
Рассмотрим на иллюстрациях выше два отрезка: диагональ многогранника, соединяющую две синих вершины {\displaystyle \left(-\Phi ;\;-1;\;0\right),} {\displaystyle \left(\Phi ;\;1;\;0\right),} и диагональ грани, соединяющую красную вершину {\displaystyle \left(0;\;-1;\;1\right)} с зелёной {\displaystyle \left(\Phi ;\;0;\;\Phi \right).}
В додекаэдре Билинского эти отрезки не параллельны, в ромбододекаэдре же соответствующие им отрезки — параллельны. А поскольку аффинное преобразование сохраняет параллельность отрезков, получить один многогранник из другого при помощи аффинных растяжений и сжатий нельзя.